# 西今川
西今川（にしいまがわ）は、大阪府大阪市東住吉区にある町名。現行行政地名は西今川一丁目から西今川四丁目。

## 地理
東住吉区の北部に位置し、東は北から南に向かって杭全と今川と中野、西に駒川、南に針中野、北に桑津と接している。

## 歴史

### 沿革
- 1980年（昭和55年）、大阪市東住吉区西今川町1 - 6丁目の一部より、西今川1 - 4丁目成立[5]。

## 世帯数と人口
2024年（令和6年）9月30日現在の世帯数と人口は以下の通りである。
| 丁目         | 世帯数    | 人口    |
| ------------ | --------- | ------- |
| 西今川一丁目 | 1,326世帯 | 2,467人 |
| 西今川二丁目 | 854世帯   | 1,764人 |
| 西今川三丁目 | 1,008世帯 | 1,962人 |
| 西今川四丁目 | 976世帯   | 1,954人 |
| 計           | 4,164世帯 | 8,147人 |

### 人口の変遷
国勢調査による人口の推移。
| 1995年（平成7年）  | 9,415人 | [ 6 ]  |  |
| 2000年（平成12年） | 8,979人 | [ 7 ]  |  |
| 2005年（平成17年） | 8,481人 | [ 8 ]  |  |
| 2010年（平成22年） | 8,268人 | [ 9 ]  |  |
| 2015年（平成27年） | 8,068人 | [ 10 ] |  |
| 2020年（令和2年）  | 8,099人 | [ 11 ] |  |

### 世帯数の変遷
国勢調査による世帯数の推移。
| 1995年（平成7年）  | 3,853世帯 | [ 6 ]  |  |
| 2000年（平成12年） | 3,780世帯 | [ 7 ]  |  |
| 2005年（平成17年） | 3,664世帯 | [ 8 ]  |  |
| 2010年（平成22年） | 3,636世帯 | [ 9 ]  |  |
| 2015年（平成27年） | 3,550世帯 | [ 10 ] |  |
| 2020年（令和2年）  | 3,764世帯 | [ 11 ] |  |

## 学区
市立小・中学校に通う場合、学区は以下の通りとなる。なお、小学校・中学校入学時に学校選択制度を導入しており、通学区域以外に東住吉区の小学校・中学校から選択することも可能。
| 丁目         | 番   | 小学校             | 中学校               |
| ------------ | ---- | ------------------ | -------------------- |
| 西今川一丁目 | 全域 | 大阪市立桑津小学校 | 大阪市立東住吉中学校 |
| 西今川二丁目 | 全域 | 大阪市立今川小学校 | 大阪市立白鷺中学校   |
| 西今川三丁目 | 全域 | 大阪市立今川小学校 | 大阪市立白鷺中学校   |
| 西今川四丁目 | 全域 | 大阪市立今川小学校 | 大阪市立白鷺中学校   |

## 事業所
2021年（令和3年）現在の経済センサス調査による事業所数と従業員数は以下の通りである。
| 丁目         | 事業所数  | 従業員数 |
| ------------ | --------- | -------- |
| 西今川一丁目 | 72事業所  | 370人    |
| 西今川二丁目 | 78事業所  | 345人    |
| 西今川三丁目 | 59事業所  | 285人    |
| 西今川四丁目 | 51事業所  | 231人    |
| 計           | 260事業所 | 1,231人  |

## 施設
- 東住吉今川駅前郵便局
- 東住吉西今川郵便局
- 今五児童遊園

## その他

### 日本郵便
- 〒546-0042[3]（集配局：東住吉郵便局[15]）